# Shandon Baptiste
Shandon Harkeem Baptiste (Reading, 8 april 1998) is een Grenadiaans-Engels voetballer die als centrale middenvelder speelt. Sinds januari 2020 speelt Baptiste voor Brentford FC dat € 2.250.000- voor hem betaalde.

## Carrière
Baptiste begon met voetballen in zijn geboortestad Reading, hij speelde in de jeugd van profclub Reading FC. Op zijn 17de maakte hij de overstap naar Oxford United FC, waar hij in 2018 na één uitleenbeurt zijn debuut maakte voor het eerste elftal. Dit gebeurde in een EFL Cup match tegen Coventry City FC, Oxford won de wedstrijd met 2-0.
In januari 2020 maakte hij een overstap naar Championship team Brentford FC. Op 11 februari maakte hij zijn debuut voor deze club, de wedstrijd tegen Leeds United eindigde op een 1-1 gelijkspel.
In 2021 promoveerde Baptiste met Brentford naar de Premier League door in de play-off finale Swansea City met 2-0 te verslaan. Baptiste speelde in dat seizoen wel slechts 1 wedstrijd.

## Interlandcarrière
Op 25 oktober 2017 maakte Baptiste zijn debuut voor Grenada. Dit gebeurde in een thuiswedstrijd tegen Panama en werd met 0-5 verloren. Baptiste was toen 19 jaar oud.
1 Flekken ·
2 Hickey ·
3 Henry ·
4 Van den Berg ·
5 Pinnock ·
6 Nørgaard  ·
7 Schade ·
8 Jensen ·
9 Thiago ·
10 Dasilva ·
11 Wissa ·
12 Valdimarsson ·
13 Cox ·
14 Carvalho ·
16 Mee ·
18 Jarmolioek ·
19 Mbeumo ·
20 Ajer ·
21 Meghoma ·
22 Collins ·
23 Lewis-Potter ·
24 Damsgaard ·
26 Konak ·
27 Janelt ·
28 Trevitt ·
30 Roerslev ·
32 Maghoma ·
36 Kim ·
39 Nunes ·
Coach: Frank
· Assistent-coach: O'Connor
· Assistent-coach: Nørgaard
· Assistent-coach: Cochrane